# ریویا موریشیتا
ریویا موریشیتا (ژاپنی: 森下 龍矢؛ زادهٔ ۱۱ آوریل ۱۹۹۷) یک بازیکن فوتبال اهل ژاپن است.
از باشگاه‌هایی که در آن بازی کرده‌است می‌توان به باشگاه فوتبال ساگان توسو اشاره کرد.